# 스티븐 랭
스티븐 랭(Stephen Lang, 1952년 7월 11일 ~ )은 미국의 배우이다.

## 출연 작품

### 영화
- 《툼스톤》
- 《아바타》
- 《맨 인 더 다크》
- 《코 끝에 걸린 사나이》
- 《모털 엔진》 - 슈라이크 역
- 《다이하드 스왓》 - 코버 역
- 《맨 인 더 다크 2》 - 블라인드 맨 역
- 《7번째 날》 - 대주교 역
- 《아바타: 물의 길》 - 마일즈 쿼리치 역
- 《아바타 3》 - 마일즈 쿼리치 역
- 《머즐》
- 《아바타 4》 - 마일즈 쿼리치 역
- 《아바타 5》 - 마일즈 쿼리치 역

### 드라마
- 《인투 더 배드랜드》 시즌 3 - 왈도 역 (16부작)